# Pazdur (budownictwo)

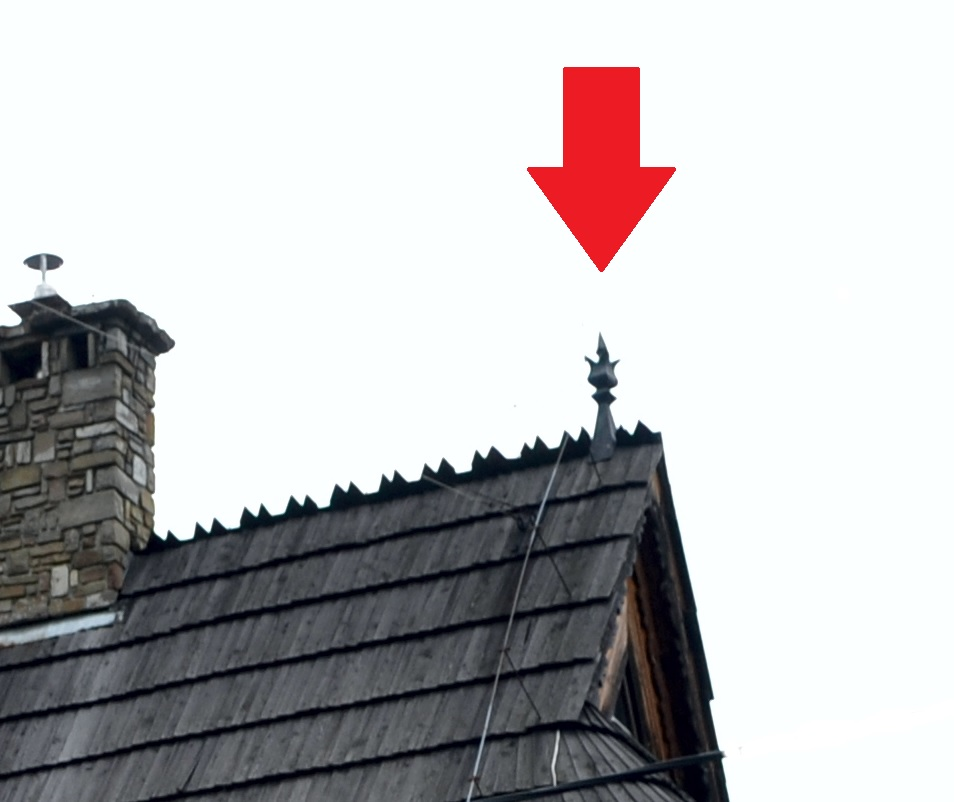
Pazdur

Pazdur – pionowa, drewniana ozdoba umieszczana na kalenicy dachu, na skrajnych krokwiach, występująca najczęściej w dawnym wiejskim budownictwie na obszarze Małopolski. Zwykle ma postać kręgla w kształcie lilii lub tulipana (na Podhalu) oraz krzyża lub grotu (na Sądecczyźnie). W innych częściach Polski ich odpowiednikiem są śparogi, które w odróżnieniu do pazdurów, nie były doczepiane do wiatrownic (skrajnych krokwi), ale były ozdobnymi ich zakończeniami.